# Lijst van datacompressiesoftware
Dit is een lijst van datacompressiesoftware waarvan reeds artikels bestaan op de Nederlandstalige Wikipedia.
| Programma     | Platform | Ondersteunde bestandsformaten of bestandsextensies | Opmerking                                                              |
| ------------- | --- | --- | ---------------------------------------------------------------------- |
| 7-Zip         | Windows | zip, 7z, cab, rar, arj, gzip, bzip2, lzh, tar, cpio, rpm en deb. | Er is ook een Unix-versie onder de naam p7zip beschikbaar.             |
| Ark           | Multiplatform (KDE) | 7z, tar, rar, zip, gzip, bzip2, lha, zoo en ar. |                                                                        |
| File Roller   | Linux | 7z, ar, arj, gzip (tar.gz, tgz), bzip (tar.bz, tbz), bzip2 (tar.bz2, tbz2), compress (tar.z, taz), lz, lzo (tar.lzo, tzo), jar (jar, ear, war), lha (lzh), rar, StuffIt-archieven (bin, sit), tar, zip en zoo. Lezen: iso, deb en rpm. | File Roller is enkel een frontend, backends moeten geïnstalleerd zijn. |
| IZArc         | Windows | 7z, a, ace, arc, arj, b64, bh, bin, bz2, bza, c2d, cab, cdi, cpio, deb, enc, gca, gz, gza, ha, img, iso, jar, lha, lib, lzh, mbf, mdf, mim, nrg, pak, pdi, pk3 (Quake 3), rar, rpm, tar, taz, tbz, tgz, tz, uue, war, xxe, yz1, z, zip en zoo. |                                                                        |
| PeaZip        | Windows en Linux | Volledig: 7z, 7z-sfx, arc (ook herstellen)/wrc (FreeArc), bzip2 (bz2, tar.bz2, tbz, tb2), gzip (gz, tar.gz, tgz), PAQ(8F/JD/L/O, LPAQ, ZPAQ), PEA, QUAD/BALZ, split (.001), tar, wim, xz en zip. Uitpakken en openen: ace, arj, cab, chm, Compound File (msi, doc, ppt, xls...), cpio, deb, ear, iso, jar, lzma, lzh, NSIS-formaten, odf (odp, ods...), pet/pup (Puppy Linux), pak/pk3 (Quake 3)/pk4, rar, rpm, smzip, u3p, war, wim, xpi, z en zipx. |                                                                        |
| PowerArchiver | macOS, Windows | Volledig: zip, 7z en tar. Lezen: rar, ace en iso. |                                                                        |
| PKZIP         | MS-DOS en Windows | zip |                                                                        |
| StuffIt       | Windows en Mac | 7-Zip (.7z, .cb7), AppleSingle (.as), .arc, arj, hqx, btoa (.b2a, .btoa), bzip2 (.bzip, .bzip2, .bz, .bz2, .tbz, .tbz2, .tar.bz, .tar.bz2), cab, Compact Pro (.cpt), gzip (.gz, .tgz), lha (.lha, .lzh), lzma (.lzma, .tlzma, .tar.lzma), MacBinary (.bin, .macbin), MIME/Base 64 (.mime), pf, Allume Systems-formaat, rar (rar, rNN, cbr en partNN.rar), StuffIt (.sit, .sitx, .sit.N, .partNN.sitx, .sea en .exe), tar (.tar, .gtar, .gnutar, .ustar, .cbt), z, taz, uu (uu, uue en enc), .hqx, yEncode (.ync en .y) en zip (zip, zNN, cbz en SFX-exe). |                                                                        |
| WinRAR        | Windows 7, Linux, BSD, macOS, Windows Server 2008, Windows Server 2012, Windows 8, Windows 10, Windows Server 2016, Windows Server 2019, Windows 11 | 7Z, ARJ, BZ2, CAB, GZ, ISO, JAR, LZH, TAR, UUE, ZIP, Z, 001 en diverse ZIPX-types | Voor Android beschikbaar onder de naam RAR.                            |
| WinZip        | Android, iOS, macOS, Windows | arc, arj, b64, bhx, bz, bz2, cab, gz, lzh, mim, rar, tar, taz, tbz, tbz2, tgz, tz, uu, uue, xxe, z en zip. |                                                                        |
| Xarchiver     | Linux en Unix | 7z, arj, bzip2, gzip, rar, lha, lzma, lzop, deb, rpm, tar en zip. |                                                                        |